# Planostocha
Planostocha là một chi bướm đêm thuộc phân họ Tortricinae của họ Tortricidae.

## Các loài
- Planostocha clavigera (Diakonoff, 1953)
- Planostocha cumulata (Meyrick, 1907)
- Planostocha curvosa (Diakonoff, 1941)
- Planostocha undulans (Diakonoff, 1944)